# Sir Mick de Mick
Sir Mick de Mick est un personnage de bande-dessinée de l'univers de Mickey Mouse.

## Personnage
Sir Mick de Mick est un aventurier anglais, ancêtre de Mickey Mouse.
Il apparaît notamment dans des aventures écrites par Giorgio Pezzin et dessinées par Massimo De Vita, telles que Mick de Mick et le peuple de la mer ou Mick de Mick et le mystère de Stonehenge.